# هاري بيري (ملاكم)
هاري بيري (بالإنجليزية: Harry Perry)‏ (2 ديسمبر 1934 - 23 يناير 2021) هو ملاكم أيرلندي. شارك في الألعاب الأولمبية الصيفية 1956 والألعاب الأولمبية الصيفية 1960.

## روابط خارجية
- هاري بيري على موقع أوليمبيديا (الإنجليزية)